# Botryllus
Botryllus är ett släkte av sjöpungar som beskrevs av Gaertner, in Pallas 1774. Botryllus ingår i familjen Styelidae.

## Dottertaxa tillBotryllus, i alfabetisk ordning[1][2]
- Botryllus anceps
- Botryllus arenaceus
- Botryllus aureus
- Botryllus chevalense
- Botryllus closionis
- Botryllus delicatus
- Botryllus diegense
- Botryllus eilatensis
- Botryllus elegans
- Botryllus firmus
- Botryllus gracilis
- Botryllus gregalis
- Botryllus horridus
- Botryllus humilis
- Botryllus leachii
- Botryllus lenis
- Botryllus maeandrius
- Botryllus magnus
- Botryllus mortensi
- Botryllus niger
- Botryllus ovalis
- Botryllus perspicuum
- Botryllus planus
- Botryllus primigenus
- Botryllus promiscuus
- Botryllus puniceus
- Botryllus pupureus
- Botryllus saccus
- Botryllus scalaris
- Botryllus schlosseri
- Botryllus simodensis
- Botryllus stewartensis
- Botryllus tuberatus